# 複合サイクルエンジン
複合サイクルエンジン（ふくごうサイクルエンジン）は、複数のエンジンの特性を兼ね備えたエンジンである。
ロケットとジェットエンジンの要素を併せ持つものを統合的な航空・宇宙用英語ではRBCC(Rocket Based Combined Cycle) engineという。
これは宇宙航空研究開発機構 (JAXA) が構想・開発するスペースプレーンに、搭載するための研究が続けられている。
他燃料電池とジェットエンジンを組み合わせたハイブリッドジェットエンジンの構想がある。
こちらは熱機関の限界を突破しうる超高効率・低燃費エンジンとして期待されている。

## RBCCの原理と理論
ここではJAXAの構想するスペースプレーンを例に説明する。
スペースプレーンに搭載されるエンジンは、ロケットエンジンをベースとする4種（通常のエジェクタージェットエンジン・ラムジェットエンジン・スクラムジェットエンジン・ロケットエンジン）の4モードで構成される。
具体的な運用例を示すと
1. マッハ1までの加速には、エジェクタージェットモードを使用する。
2. マッハ1以降からは、ラムジェットエンジンでも十分な加速が得られるため、ラムジェットモードを使用する。
3. さらにマッハ5以降からの極超音速域に到達すると、スクラムジェットモードになり、さらに強大な加速を得る。
4. 大気圏を離脱すると、もちろんのこと酸素はなくなるため、完全なロケットモードに移行される。

このように、複数のエンジンを組み合わせられて作られたのが複合サイクルエンジンである。

## 燃料電池搭載型複合サイクルエンジン

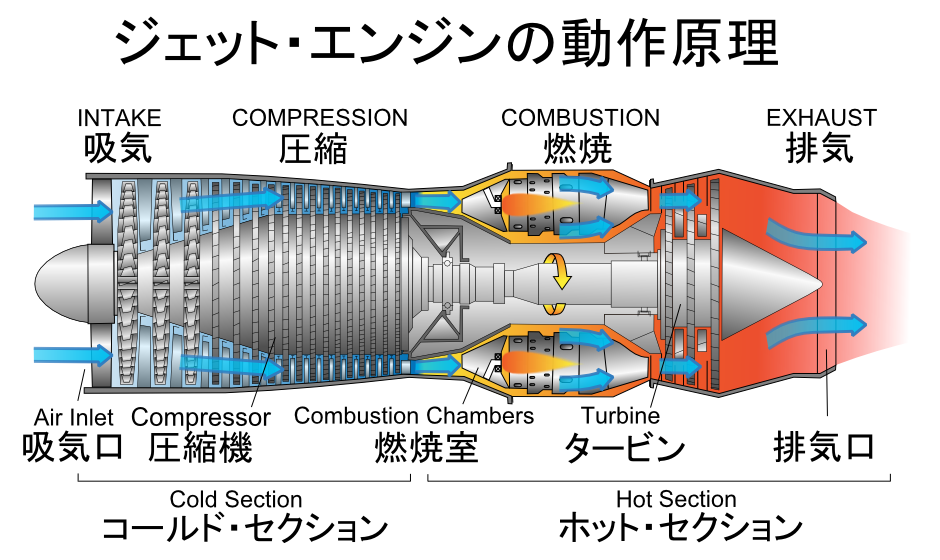
最も基本的な航空用ガスタービンであるターボジェットの仕組・動作の概要。燃料電池は燃焼室の前の部分に搭載され、発電と同時に廃熱を後部タービンの駆動に使う。

燃料電池搭載型複合サイクルエンジンは燃焼室の手前にSOFC燃料電池を搭載したものであり、化学反応から直接電力を取り出しさらにその反応の副産物の熱をジェットエンジンの駆動に利用するため熱機関の理論限界を超えた超高効率を達成できる。
さらに発電した電力を用いたファンの駆動による大流量化、翼の境界層制御等による空気抵抗低減も期待でき、航空機の燃費を大幅に改善できるほか水素燃料を使用してゼロ・エミッションを実現しうるなど温暖化対策の切り札として期待される。
地上における似た発想として高効率火力発電を目指したトリプルコンバインドサイクル発電がある。
課題は主に高出力化と急激な環境変動への対処の2つ。
現状の定置型のSOFCは航空機に使うのには重すぎるし、出力全開まで数時間かかるため離陸時の急激な負荷変動や流速、流量の変化に耐えきれない。